# トカット県
トカット県（トカットけん、トルコ語: Tokat ili）は、トルコ、黒海地方の県。黒海地方の中央付近に位置している。内陸の県であり北から時計回りにサムスン、オルドゥ、スィヴァス、ヨズガト、アマスィヤと接している。県都はトカット。アンカラからおおよそ420kmの距離にある。トカト県と表記されることもある。

## 自治体
トカットには12の自治体がある。
- トカット（Tokat）
- アルムス（Almus）
- アルトヴァ（英語版）（Artova）
- バシュチフリク（Başçiftlik）
- エルバア（Erbaa）
- ニクサル（Niksar）
- パザール（Pazar）
- レシャディイェ（Reşadiye）
- スルサライ（Sulusaray）
- トゥルハル（英語版）（Turhal）
- イェシルユルト（Yeşilyurt）
- ズィレ（Zile）

## 歴史
この県にはふたつの代表的な建築物があり、12世紀にセルジューク朝がイェスィル川に設置した橋と、15世紀のバヤズィト2世の建てたハタニイェメドレセである。ラティフォールのマンションも有名であり元の様子に修復された19世紀頃のトルコの伝統的な建築としてみることができる。